# Rio Beaver (Rio Stewart)
O Rio Beaver é um rio que serve como afluente do rio Stewart, no território de Yukon, no Canadá.